# Avenue Jean-François Leemans
L'avenue Jean-François Leemans est une avenue bruxelloise de la commune d'Auderghem qui relie le Parc Ten Reuken à l'avenue des Héros sur une longueur de 600 mètres.

## Historique et description
Peu avant la Première Guerre mondiale, le conseil ambiait à remplacer un chemin de traverse de la forêt de Soignes dans la zone du Triage du Tambour. Son tracé correspond à peu près à l'actuelle avenue Leemans.
Le 5 octobre 1956, le conseil communal baptisa cette rue du nom du soldat Jean-François Leemans, né le 9 janvier 1891 à Bonheiden, tué le 14 août 1914 à Nieuwerkerken lors de la première guerre mondiale. Il était domicilié en la commune de Auderghem.
- Premiers permis de bâtir délivrés le 29 août 1956 pour les no 14, 16 et 18.